# Malexanders församling
Malexanders församling var en församling i Linköpings stift inom Svenska kyrkan i Boxholms kommun i Östergötlands län. Församlingen uppgick 2010 i Boxholms församling.
Församlingskyrka var Malexanders kyrka.
Folkmängd i församlingen var 2006 263 invånare.

## Administrativ historik
Församlingen har medeltida ursprung. 1736 överfördes malexandergården Nargöl till den då nybildade Ulrika församling. 
Församlingen utgjorde till 1962 ett eget pastorat för att från 1962 till 1973 vara annexförsamling i pastoratet Åsbo, Malexander och Blåvik. Från 1973 till 2010 var församlingen annexförsamling i pastoratet Ekeby, Åsbo, Malexander och Blåvik som 1992 utökades med Rinna. Församlingen uppgick 2010, tillsammans med övriga församlingar i pastoratet, i Boxholms församling.
Församlingskod var 056006.

## Series pastorum
Se även Åsbo församling series pastorum, Ekeby församling series pastorum och  Boxholms församling series pastorum
Lista över kyrkoherdar i Malexander församling.
| Verksam   | Namn                         | Levnadstid | Övrigt                                      |
| --------- | ---------------------------- | ---------- | ------------------------------------------- |
| 1345      | Lambertus                    |            |                                             |
| 1522      | Joannes                      |            |                                             |
| 1554      | Greger Jönsson               |            |                                             |
| 1555–1568 | Johannes Nicolai             |            |                                             |
| 1571      | Brynolphus                   |            |                                             |
| 1580–1594 | Andreas Erici                | –1594      |                                             |
| 1597–1603 | Olavus Johannis Vadstenensis | Död 1625   | Senare kyrkoherde i Ekeby församling.       |
| 1612–1636 | Nicolaus Petri               | –1639      |                                             |
| 1636–1657 | Ericus Magni Hultherus       | –1657      |                                             |
| 1658–1661 | Jonas Rydelius (Ryderus)     | –1668      | Senare kyrkoherde i Björkebergs församling. |
| 1661–1669 | Nicolaus Nicolai             | Död 1669   |                                             |
| 1670–1699 | Nicolaus Haquini             | 1624–1699  |                                             |
| 1700–1715 | Joannes Wretensis            | Död 1715   |                                             |
| 1718–1727 | Isak Trivallius              | 1685–1727  |                                             |
| 1729–1737 | Erik Strand                  | 1687–1737  |                                             |
| 1738–1765 | Erik Wikman                  | 1688–1765  |                                             |
| 1767–1777 | Jonas Tockerstrand           | 1713–1777  |                                             |
| 1780–1794 | Petrus Presser               | 1716–1794  |                                             |
| 1795–1838 | Johan Arneij                 | 1757–1838  |                                             |
| 1840–1846 | Eric Henrik Berglund         | 1792–1848  | Senare kyrkoherde i Ingatorps församling.   |
| 1847–1849 | Robert Johan Kajerdt         | 1793–1861  | Senare kyrkoherde i Vånga församling.       |
| 1850–1878 | Olof Wallerstedt             | 1793–1878  |                                             |
| 1879–1885 | Karl August Waern            | 1840–1885  |                                             |
| 1886–1898 | Otto Edvard Lindeberg        | 1849–1898  |                                             |
| 1900–1918 | Fabian Trybom                | 1849–1918  |                                             |
| 1919–1932 | Otto Fagerlin                | 1869–1932  |                                             |
| 1933–1949 | Karl Hylander                | 1902–1969  |                                             |
| 1950–1962 | Stig Andersson               |            |                                             |

## Klockare och organister
Klockarna bodde på Klockarboställe Tåbo.
| Verksam   | Namn                           | Levnadstid | Övrigt                            |
| --------- | ------------------------------ | ---------- | --------------------------------- |
| 1613      | Jöns Klockare                  |            |                                   |
| 1669–1673 | Sven Klockare                  | –1673      |                                   |
| 1673–1692 | Anders Svensson                |            |                                   |
| 1692–1706 | Pehr Larsson                   |            |                                   |
| 1706–1709 | Hans Bengtsson                 |            |                                   |
| 1727–1743 | Anders Andersson               |            |                                   |
| 1743–1751 | Anders Andersson               | –1751      |                                   |
| 1751–1755 | Gabriel Strömberg              |            |                                   |
| 1755–1768 | Pehr Kindström                 |            |                                   |
| 1769–1803 | Christopher Svensson Hertzberg | –1806      |                                   |
| 1803–1828 | Sven Hertzberg                 | 1774–      | Klockare                          |
| 1828–1833 | Samuel Petersson               | 1809–1887  | Klockare                          |
| 1833–1868 | Nils P. Åhlström               | 1810–1868  | Organist och klockare             |
| 1861–1888 | Johan Alfred Carlsson          | –1891      | Organist och klockare             |
| 1888–1920 | Henning Breitholtz             | 1860–1938  | Organist, klockare och skollärare |
| 1920–     | Kurt Fagerlin                  |            | Vikarie                           |
| en termin | Hildin Johansson               |            |                                   |
| 1923–1929 | Inez Liljeström                | 1898–      | Bildade kyrkokören i Malexander   |
|           | Ivar Vägnéus                   | 1900–1989  |                                   |
|           | Gunnar Carlsson                |            |                                   |
| 1930–1936 | Ingemar Tysk                   | 1905–1992  | Organist och folkskollärare       |
| 1937–1943 | Tord Svensson                  | 1907–2005  | Organist och folkskollärare       |
| 1944–1951 | Erik Fransson                  | 1903–1985  | Organist och folkskollärare       |

## Kyrkvaktmästare
| Verksam   | Namn         | Levnadstid | Övrigt |
| --------- | ------------ | ---------- | ------ |
| 1719      | Hemming      |            |        |
| 1826–1836 | Olof Örström | 1764–      |        |
| 1837–1849 | Nils Lejon   | 1766–1849  |        |
| 1849–     | Jonas Raam   | 1786–      |        |